# Нинанајна
Нинанајна је песма представница Северне Македоније песме Евровизије 2006. у Атини, коју на македонском и енглеском језику изводи Елена Ристеска. Композитор и продуцент песме је Дарко Димитров, а текст је написао Раде Врчаковски.
У финалу је песма изведена као једанаеста и добила 56 поена, освојивши 12. место, у конкуренцији од 24 песме. Дванаесто место је било најбољи пласман земље на Евровизији до 2019. године, када је Тамара Тодевска освојила 7. место. Пратећи вокали на наступу биле су Александра Пилева и Маја Саздановска.